# La culpa (película de 1969)
La culpa es una película en blanco y negro de Argentina dirigida por Kurt Land según el guion de Ariel Cortazzo que se estrenó el 30 de abril de 1969 y que tuvo como protagonistas a Libertad Leblanc, Carlos Estrada, Mauricio De Ferraris y Juan Carlos Lamas.Fue filmada parcialmente en la ciudad de Pinamar.

## Sinopsis
Un accidente de tránsito y un hombre herido de bala provocan el sentimiento de culpa de una pareja.

## Reparto
- Libertad Leblanc …Márgara
- Carlos Estrada …Rodolfo Guerrero
- Mauricio De Ferraris …Ernesto Ibáñez Linares
- Juan Carlos Lamas …Morales
- Fabio Zerpa …Marcos Ferrari
- Guillermo Helbling …Inspector
- Mario Savino …Presunto asesino
- Lilí Navarro
- Héctor Armendáriz …Gerente
- Aldo Mayo …Jaime Sigal
- Ricardo Darín (padre) …Federico Ramírez
- Sandra Goldín …Niña en sanatorio
- Albertito Viasek …Niño en sanatorio
- Alberto Zucker
- Julio Miguel Oppido
- Dora Cohen
- Blanca Molina
- Geyssa Celeste
- Juan María Mujica

## Comentarios
J.H.S. escribió en La Prensa:

”Una producción demasiado vulgar para ahondar en el comentario. Cabe destacar una buena actuación de Carlos Estrada, que infunde alguna vitalidad a su parte.”

revista Gente dijo:

”La publicidad dice: una película que nadie osaría producir de nuevo. Afortunadamente. Les tomamos la palabra.”

Por su parte, Manrupe y Portela escriben:

”Rutinario vehículo on onda psicológica y policial para Libertad Leblanc.”